# Kung Fu Rider
Kung Fu Rider (街スベリ) est un jeu vidéo d'action développé par SIE Japan Studio et édité par Sony Computer Entertainment, sorti en 2010 sur PlayStation 3.

## Système de jeu
Le joueur incarne un salary man dévalant les rues de Hong Kong sur sa chaise de bureau

## Accueil
- GameSpot : 4/10[1]
- IGN : 3,5/10[2]
- Jeuxvideo.com : 6/20[3]